# Савчук Йосип Юрійович
Йосип Юрійович Савчук (18 жовтня 1930, с. Межигірці, Галицький повіт, Станиславівське воєводство, нині — Галицький район, Івано-Франківська обл. — 3 листопада 1972, Чернівці) — український медик, педагог, розробник низки експериментальних модифікацій операцій з кишкових пластик сечоводів з частковою резекцією сечового міхура, кандидат медичних наук, доцент кафедри топографічної анатомії та оперативної хірургії Чернівецького медичного інституту.

## Життєпис
Народився в селянській багатодітній незаможній родині в невеличкому селі Межигірці поблизу Галича, Станиславівського воєводства, що входило до складу Польщі.
У 1937 році пішов у перший клас Межигірської початкової школи. Протягом 1941—1943 років до школи не ходив. У ці роки у зв'язку з важкою хворобою матері та скрутним становищем родини 2 роки наймитував у сільського багатія Михайла Обливаного. Не витримавши важких умов праці в Межигірцях знайшов роботу в Галичі, де допомагав по господарству вдові Софії Данилевич (з дому Богусевич), що проживала в центрі Галича. Завдяки дуже доброму відношенню до нього з боку вдови та її старшого сина Івана Михайловича Данилевича, що на той час вже вчителював, Й. Ю. Савчук мав змогу продовжити навчання в Галицькій середній школі, у п'ятий клас якої вступив у 1943 році. Після закінчення Галицької середньої школи в 1949 році один рік працював вчителем I—IV класів в цій же школі.
У 1950 році вступив до Чернівецького медичного інституту, який з відзнакою закінчив у 1956 році. Після завершення навчання в інституті Й. Ю. Савчука, як одного з кращих студентів, залишили працювати старшим лаборантом на кафедрі топографічної анатомії та оперативної хірургії Чернівецького медичного інституту. З 01.07.1957 його переведено на посаду виконуючого обов'язки асистента цієї ж кафедри.
У 1957 році Й. Ю. Савчук одружився з Дарією Михайлівною Гречух 1936 р. н. — студенткою медінституту.
25.07.1958 р. конкурсна комісія обрала Й. Ю. Савчука на посаду асистента кафедри топографічної анатомії та оперативної хірургії ЧМІ. На посаді доцента кафедри працював з 1964 до 1972 року.

## Наукова та викладацька діяльність
Викладацьку діяльність розпочав з 01 вересня 1956 року, коли наказом по Чернівецькому державному медінституту, йому, ст. лаборанту кафедри топографічної анатомії, дозволили проводити практичні заняття зі студентами. Працюючи асистентом кафедри топографічної анатомії та оперативної хірургії під науковим керівництвом професора Євгенія Петровича Цвєтова провів великий обсяг експериментальних досліджень в розробці модифікацій кишкової пластики сечоводів.
12 червня 1963 року на засіданні Вченої ради Львівського державного медичного інституту захистив кандидатську дисертацію на тему: «Пластика мочеточника отрезком подвздошной кишки» (Экспериментальное исследование).
Й. Ю. Савчук був чудовим лектором і педагогом, викладав цілий ряд теоретичних і спеціальних програм для студентів старших курсів медінституту, керував студентським хірургічним гуртком на кафедрі топографічної анатомії та оперативної хірургії.
Вчене звання доцента кафедри топографічної анатомії та оперативної хірургії Чернівецького медичного інституту йому присвоєно Вищою атестаційною комісією 19.03.1969 року.
Основними напрямками його наукової діяльності після захисту кандидатської дисертації були: вивчення клініко-морфологічних та функціональних змін при експериментальному уретерогідронефрозі та їх динаміка після відновлення пасажу сечі в різні часові терміни в результаті виконаних різних модифікацій кишкових пластик сечоводів.
Відразу після захисту кандидатської роботи почав працювати на докторською дисертацією на тему: «Динаміка функціональних і морфологічних змін при двосторонньому експериментальному гідронефрозі».
Метод J-подібної пластики сечоводу відрізком здухвинної кишки з резекцією верхівки сечового міхура, запропонований Й. Ю. Савчуком, увійшов до Атласу операцій на органах сечостатевої системи (1972) та Атласу урогінекологічних операцій (1981). Цей метод з успіхом застосується при значних пошкодженнях сечоводу до теперішнього часу.

## Основні праці
Автор і співавтор понад 35 наукових праць та однієї раціоналізаторської пропозиції.
- Савчук И. Ю., Лавдовская Н. Н. Об опасности инфицирования мочевых путей при замещении мочеточника подвздошной кишкой. Научные записки Черновицкого мед. ин-та. Черновцы, 1962. Вып. 15. С. 282—287.
- Савчук И. Ю. Пластика мочеточника отрезком подвздошной кишки [Текст]: дис. канд. мед. наук : 14.01.17 / И. Ю. Савчук; науч. рук. Е. П. Цветов; Черновиц. мед. ин-т, Каф. топ. анатомии и опер. хирургии. — Черновцы, 1962. — 282 с.
- Савчук И. Ю. Морфологические изменения в кишечном трансплантате и месте мочеточниково-кишечного анастомоза после операции уретеро-илеоцистопластики. Тезисы докл. 39-й науч. конф. Черновиц. мед. ин-та. Черновцы, 1963. С. 87-88.
- Савчук И. Ю. О методах подготовки кишечного трансплантата перед его включением в мочевые пути. Здравоохранение (Кишинев). 1963. № 2. С. 36-38.
- Савчук И. Ю. Сравнительная оценка методов замещения части мочеточника отрезком подвздошной кишки в эксперименте. Материалы 40-й итоговой науч. конф. Черновиц. мед. ин-та. Черновцы, 1964. С. 53-54.
- Цветов Е. П., Савчук Й. Ю., Кернесюк М. Л., Кушнір В. М., Шамрай Г. П. Про адаптацію відрізку тонкої кишки, що включається в сечові шляхи, до нових умов. В кн.: Патологія і фізіологія органів травлення. Чернівці, 1966. С. 124—126.
- Цветов Е. П., Савчук И. Ю., Кернесюк Н. Л. Морфологические изменения тонкокишечного трансплантата в условиях пластики. В кн.: Современные проблемы оперативной хирургии. Москва, 1968. С. 218—219.
- Савчук И. Ю. Динамика преобразований артериальной системы почки при экспериментальном уретерогидронефрозе. В кн.: Морфогенез и регенерация. (Вопросы биологического моделирования). Респ. межвед. сб. Киев, 1972. Вып. 3. С. 161—164.
- Цветов Е. П., Савчук И. Ю., Кернесюк Н. Л., Федоренко В. А., Широков И. Р. Новые аспекты кишечной пластики мочевых путей. В кн.: Крайние формы изменчивости органов и систем тела человека и их значение для практики. Материалы межвузов. науч. конф., посвящ. 100-летию со дня рожд. В. Н. Шевченко (14-17 ноября 1972 г.). Ленинград, 1972. С. 173—174.

## Родина
Батько — Юрій Авксентійович Савчук (1880, Межигірці — 1935, Межигірці) — селянин-рільник. Мати — Катерина Олексіївна Савчук (Сахній) (1898, Дубівці — 1946, Межигірці) — домогосподарка. Дружина — Дарія Михайлівна Савчук (Гречух) (07.12.1936 — 11.03.2002) — лікар-рентгенолог. Діти: син Володимир (09.07.1960 р.н.) — лікар-хірург, уролог, кандидат мед. наук (1991 р.), старший науковий співробітник ДУ «Інститут урології ім. акад. О. Ф. Возіанова НАМН України», син Ярослав (08.02.1968 р.н.) після закінчення Чернівецького медінституту обрав роботу у фармацевтичній галузі.